# Black Market
Black Market ist eine Instrumental-Komposition von Joe Zawinul, die 1976 auf dem gleichnamigen Album veröffentlicht wurde. Sie erschien u. a. auch 1979 auf dem Live-Album 8:30.

## Allgemeines
Alan Leeds schrieb in seinen Liner Notes für die 2002 veröffentlichte Weather-Report-Kompilation Live & Unreleased: "Auf die Frage, welcher Song für ihn Weather Report am besten vertrete, antwortete Zawinul sofort: Black Market."
Das Intro von Black Market war mehr als 20 Jahre lang die Erkennungsmelodie von Radio Dakar im Senegal.

## Komposition
Zawinul sprach oft über die gespiegelte Tastatur, die er auf Black Market spielte.  Der ARP 2600-Synthesizer ermöglichte diese Invertierung ebenso wie später der Oberheim, so dass der obere Teil der Tastatur die tiefen Töne erzeugt.

„Es war eine Herausforderung für mich, in einem gespiegelten System zu spielen. Es ist gut für den Kopf. Wenn man über Akkorde improvisiert, muss man transponieren, und dein Kopf muss sehr, sehr schnell sein. Ich nahm zu Hause einen Tag mit  der gespiegelten Tastatur auf, und das wurde zum Song Black Market. Nach dem Anhören spielte ich die Melodien auf der normalen Tastatur, aber es klang nicht so gut wie auf der gespiegelten. Dann musste ich die Melodie aufschreiben und wieder auf der umgekehrten Tastatur lernen, weil es zunächst improvisiert war. Auf der Bühne spiele ich die erste Melodie des Liedes mit der rechten Hand auf der umgedrehten Tastatur, und die linke Hand begleitet die ersten sechs Noten auf dem Rhodes, bis zur Bridge. Dann spielt die rechte Hand die Kontrapunkt-Akkorde auf dem polyphonen Oberheim-Synthesizer. Die linke Hand spielt die Melodie, wo die rechte Hand aufgehört hat, und füllt ein oder zwei Akkord auf dem Rhodes in die Zwischenräume. Es dauert eine Weile, um sich an das gespiegelte System zu gewöhnen. Nur C und F# sind gleich  wie auf der normalen Tastatur. B wird zu cis, b wird zu D, A wird zu Eb und so weiter. Ich spiele auch die Akkorde der Bridge von "Black Market" auf dem Oberheim. Die Akkorde gehen nach oben und die Melodie nach unten - in Gegenbewegung. Es ist schön, sich visuell herausfordern. Es lässt dich neue Dinge spielen.“